# Masanari Nihei
Masanari Nihei (Tokyo, 9 dicembre 1940 – 21 agosto 2021) è stato un attore giapponese. Ha interpretato Mitsuhiro Ide in Ultraman, avendo ottenuto il ruolo quando l'attore Susumu Ishikawa ha lasciato la produzione.
È morto il 21 agosto 2021 a causa di una polmonite da aspirazione. Il suo funerale si tenne in forma privata dai suoi parenti più stretti.

## Filmografia

### Cinema
- Kane-dukuri taikô-ki, regia di Tetsuhiro Kawasaki (1960)
- Ankokugai no dankon, regia di Kihachi Okamoto (1961)
- Nasake muyo no wana, regia di Jun Fukuda (1961)
- As a Wife, As a Woman, regia di Mikio Naruse (1961)
- Nakito gozansu, regia di Jun Fukuda (1961)
- Mosura, regia di Ishirō Honda (1961)
- Witness Killed, regia di Jun Fukuda (1961)
- Gorath, regia di Ishirō Honda (1962)
- Dobunezumi sakusen, regia di Kihachi Okamoto (1962)
- Nihon ichi no wakadaishô, regia di Jun Fukuda (1962)
- Gekkyû dorobo, regia di Kihachi Okamoto (1962)
- Sengoku yarô, regia di Kihachi Okamoto (1963)
- Chintao yôsai bakugeki meirei, regia di Kengo Furusawa (1963)
- Ichi ka bachi ka, regia di Yûzô Kawashima (1963)
- Ringo no hana saku machi, regia di Katsumi Iwauchi (1963)
- The Lost World of Sinbad, regia di Senkichi Taniguchi (1963)
- Eburi manshi no yûga-na seikatsu, regia di Kihachi Okamoto (1963)
- Kyô mo ware ôzora ni ari, regia di Kengo Furusawa (1964)
- Aa bakudan, regia di Kihachi Okamoto (1964)
- Nippon ichi no horafuki otoko, regia di Kengo Furusawa (1964)
- Kokusai himitsu keisatsu: Kayaku no taru, regia di Takashi Tsuboshima (1964)
- Hana no oedo no musekinin, regia di Kajirō Yamamoto (1964)
- Samurai Assassin, regia di Kihachi Okamoto (1965)
- Nippon ichi no goma suri otoko, regia di Kengo Furusawa (1965)
- Taiheiyô kiseki no sakusen: Kisuka, regia di Seiji Maruyama (1965)
- Senjo ni nagareru uta, regia di Zenzô Matsuyama (1965)
- Kureji no daiboken, regia di Kengo Furusawa (1965)
- Ereki no Wakadaishō, regia di Katsumi Iwauchi (1965)
- Lo straniero dentro una donna, regia di Mikio Naruse (1966)
- Nippon ichi no gorigan otoko, regia di Kengo Furusawa (1966)
- Kureji da yo: kisôtengai, regia di Takashi Tsuboshima (1966)
- Kureji daisakusen, regia di Kengo Furusawa (1966)
- The Age of Assassins, regia di Kihachi Okamoto (1967)
- Chōhen kaijū eiga Ultraman, regia di Hajime Tsuburaya, Eiji Tsuburaya (1967)
- Nippon ichi no danzetsu otoko, regia di Eizô Sugawa (1969)
- Kiki kaikai ore wa dareda?!, regia di Takashi Tsuboshima (1969)
- Hangyaku no Melody, regia di Yukihiro Sawada (1970)
- Dodes'ka-den, regia di Akira Kurosawa (1970)
- Nippon ichi no warunori otoko, regia di Takashi Tsuboshima (1970)
- Nippon ichi no shokku otoko, regia di Takashi Tsuboshima (1971)
- A Man′s World, regia di Yasuharu Hasebe (1971)
- Nippon sanjûshi: Osaraba Tokyo no maki, regia di Kihachi Okamoto (1972)
- Isoge! Wakamono, regia di Tsugunobu Kotani (1974)
- Shirauo, regia di Katsumune Ishida (1977)
- Kochira Katsushika-ku Kameari kôen mae hashutsujo, regia di Kazuhiko Yamaguchi (1977)
- Hakunetsu Dead Heat, regia di Katsumune Ishida (1977)
- Dainamaito don don, regia di Kihachi Okamoto (1978)
- Ultraman: Great Monster Decisive Battle, regia di Noriko Anakura (1979)
- Jissōji Akio kantoku sakuhin Ultraman, regia di Akio Jissōji (1979)
- Disciples of Hippocrates, regia di Kazuki Ōmori (1980)
- Haithîn bugi, regia di Toshio Masuda (1982)
- Arashi o yobu otoko, regia di Umetsugu Inoue (1983)
- Aitsu to lullaby, regia di Umetsugu Inoue (1983)
- Fireflies in the North, regia di Hideo Gosha (1984)
- Usugeshô, regia di Hideo Gosha (1985)
- Ultraman Zearth, regia di Shinya Nakajima, Konaka Kazuya (1996)
- Revive! Ultraman, regia di Masahiro Tsuburaya (1996)
- Ultraman Zearth 2, regia di Kazuya Konaka (1997)
- Ultraman Cosmos: The First Contact, regia di Toshihiro Iijima (2001)
- Daikessen! Chô urutora 8 kyôdai, regia di Takeshi Yagi (2008)

### Televisione
- Ultra Q - serie TV, (1966)
- Ultraman - serie TV, (1966)
- Ultraseven - serie TV, (1968)
- Mighty Jack - serie TV, (1968)
- The Ultraman - serie TV, (1979-1980) - (voce)
- Winspector - serie TV, (1990)
- Sōrito Yobanaide - serie TV, (1997)
- Ultraman Max - serie TV, (2006)